# Lê Văn Phước (vận động viên)
Lê Văn Phước (sinh ngày 15 tháng 10 năm 1929) là một cựu vận động viên đua xe đạp người Việt Nam. Cùng với 7 vận động viên khác, ông đã đại diện Việt Nam dự Thế vận hội mùa hè 1952 ở Helsinki, Phần Lan. Tại đây ông đã tham gia thi đấu nội dung xe đạp đường trường cá nhân nam. Đây cũng là lần đầu tiên Việt Nam có mặt tại Thế Vận hội.
Bốn năm sau một lần nữa ông có mặt tại Thế vận hội mùa hè 1956. Lần này ông thi đấu nội dung nước rút nam.